# Letizia Ciampa
Letizia Ciampa (født 20. august 1986 i Rom) er en italiensk tegnefilmsdubber, der er bedst kendt for rollen som Bloom i tegnefilmserien Winx Club. Ciampa har desuden stået for den italienske dub af skuespillerinderne Emma Watson og Vanessa Hudgens.